# Kto tu zwariował
Kto tu zwariował (ang. The Trouble with Normal, 2000) – amerykański serial komediowy. W serialu występują David Krumholtz, Brad Raider, Jon Cryer, Larry Joe Campbell i Paget Brewster.
Jego światowa premiera odbyła się 6 października 2000 roku na kanale ABC. Ostatni odcinek został wyemitowany 24 listopada 2000 roku. W Polsce serial nadawany był na kanale TVN 7.

## Opis fabuły
Serial opowiada o czterech zestresowanych facetach po trzydziestce, którzy mieszkają w Nowym Jorku i ulegają różnym obsesjom.

## Obsada
- David Krumholtz jako Bob Wexler
- Paget Brewster jako Claire Garletti
- Jon Cryer jako Zack Mango
- Brad Raider jako Max Perch
- Jim Braver jako Gary
- Larry Joe Campbell jako Stansfield Schlick

i inni

## Spis odcinków
| N/o            | Tytuł angielski                       |
| -------------- | ------------------------------------- |
|                |                                       |
| SERIA PIERWSZA |                                       |
|                |                                       |
| 01             | Pilot (a.k.a. People Who Fear People) |
|                |                                       |
| 02             | Not the Pilot                         |
|                |                                       |
| 03             | Psychologists Without Borders         |
|                |                                       |
| 04             | Mail Trouble                          |
|                |                                       |
| 05             | Owl Show Ya                           |
|                |                                       |
| 06             | Clairanoia                            |
|                |                                       |
| 07             | Unconventional Behavior               |
|                |                                       |
| 08             | Say Cheese                            |
|                |                                       |
| 09             | Speech! Speech!                       |
|                |                                       |
| 10             | Help Yourself                         |
|                |                                       |
| 11             | Spy vs. Guy                           |
|                |                                       |
| 12             | Chez Schlick                          |
|                |                                       |
| 13             | Manhattan Transference                |
|                |                                       |